# Bracon mosoensis
Bracon mosoensis är en stekelart som beskrevs av Cameron 1906. Bracon mosoensis ingår i släktet Bracon och familjen bracksteklar. Inga underarter finns listade.